# Aitor
Aitor  è un nome proprio di persona basco e spagnolo maschile.

## Origine e diffusione
Questo nome venne coniato dallo scrittore Agosti Xaho per la sua opera del 1845 La leggenda di Aitor, dove viene portato dal fondatore del popolo basco, e venne quindi reimpiegato e reso celebre da Francisco Navarro Villoslada in Amaya o los vascos en el siglo VIII, del 1877. Alla base vi è l'espressione basca aitoren semea, "figlio di buoni padri", ossia "nobile" (da aita, "padre", e on, "buono"), anche se alcune fonti lo ricollegano invece ad aitor, "testimone".
Al 2025 è portato da circa 53 000 uomini in Spagna, di cui circa il 40% residenti nei paesi baschi, dove è in effetti uno dei nomi più diffusi.

## Persone
- Aitor Aguirre, calciatore spagnolo

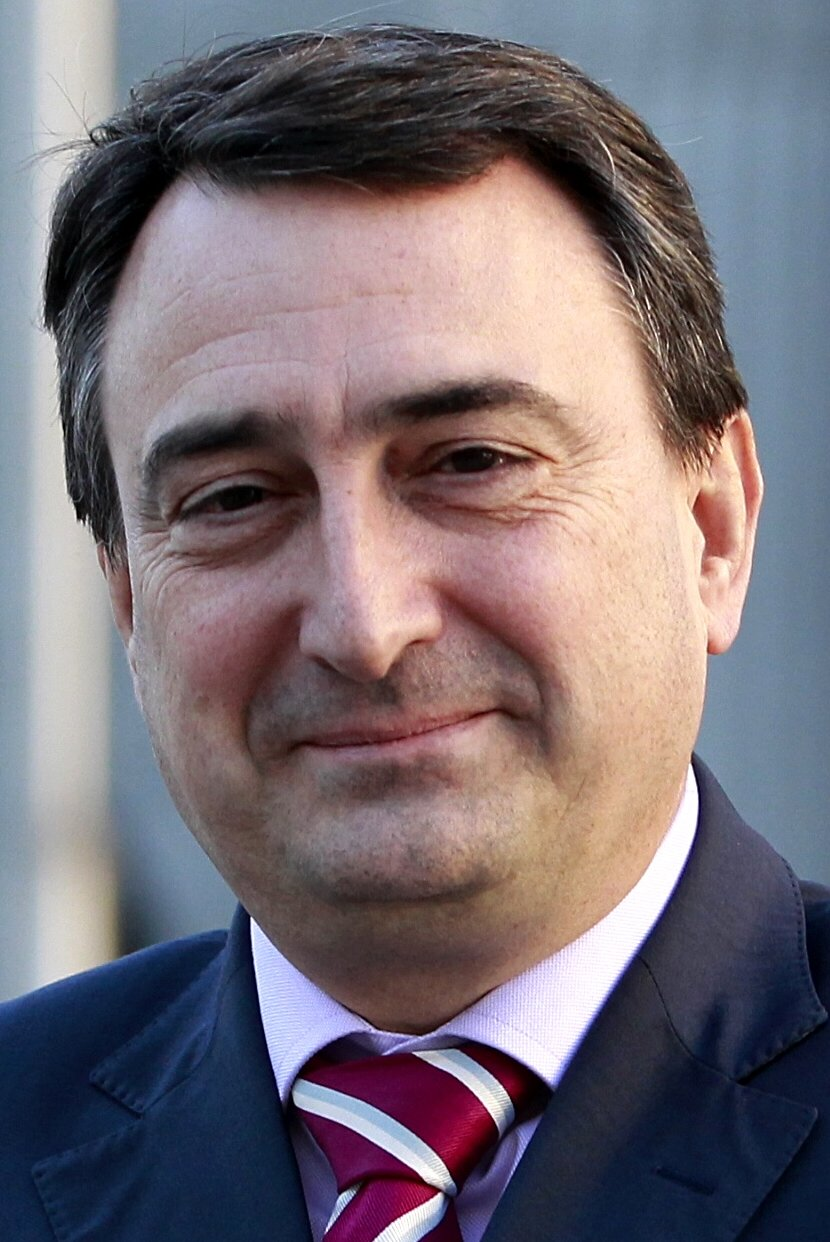
Aitor Esteban

- Aitor Esteban, politico, docente e giurista spagnolo
- Aitor Gabilondo, sceneggiatore spagnolo
- Aitor González, ciclista su strada spagnolo
- Aitor Hernández, ciclocrossista ed ex ciclista su strada spagnolo
- Aitor Karanka, calciatore e allenatore di calcio spagnolo